# Barbella linearifolia
Barbella linearifolia är en bladmossart som beskrevs av Lin Shan-hsiung 1988. Barbella linearifolia ingår i släktet Barbella och familjen Meteoriaceae. Inga underarter finns listade i Catalogue of Life.